# Allodia angulata
Allodia angulata är en tvåvingeart som först beskrevs av Lundstrom 1913.  Allodia angulata ingår i släktet Allodia och familjen svampmyggor. Arten är reproducerande i Sverige. Inga underarter finns listade i Catalogue of Life.